# سینت جیمز (میزوری)
سینت جیمز (به انگلیسی: St. James) یک شهر در ایالات متحده آمریکا است که در شهرستان فلپس، میزوری واقع شده‌است. سینت جیمز ۱۱٫۱۱ کیلومتر مربع مساحت و ۴٬۲۱۶ نفر جمعیت دارد و ۳۳۳ متر بالاتر از سطح دریا قرار دارد.